# (73894) 1997 EL34
(73894) 1997 EL34 – planetoida z pasa głównego asteroid okrążająca Słońce w ciągu 3,67 lat w średniej odległości 2,38 j.a. Odkryta 4 marca 1997 roku.